# Žabica (Kroatië)
Žabica is een plaats in de gemeente Gospić in de Kroatische provincie Lika-Senj. De plaats telt 189 inwoners (2001).